# 40 Pegasi
40 Pegasi är en gul ljusstark jätte i stjärnbilden Pegasus.
40 Pegasi har visuell magnitud +5,82 och är synlig för blotta ögat vid god seeing. Den befinner sig på ett avstånd av ungefär 375 ljusår.